# Søren Peter Christensen
Søren Peter Christensen (Langskov, 30 ottobre 1884 – Faaborg, 12 ottobre 1927) è stato un ginnasta danese.

## Palmarès

### Olimpiadi
- 1 medaglia:
  - 1 argento (Stoccolma 1912 nel concorso svedese a squadre)